# Makkabi Wilno (wioślarstwo)

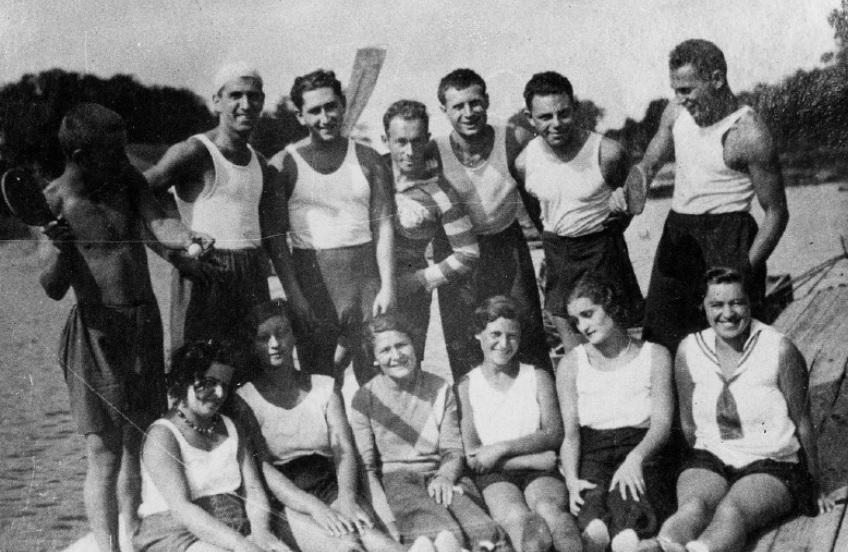
Członkowie sekcji wioślarskiej

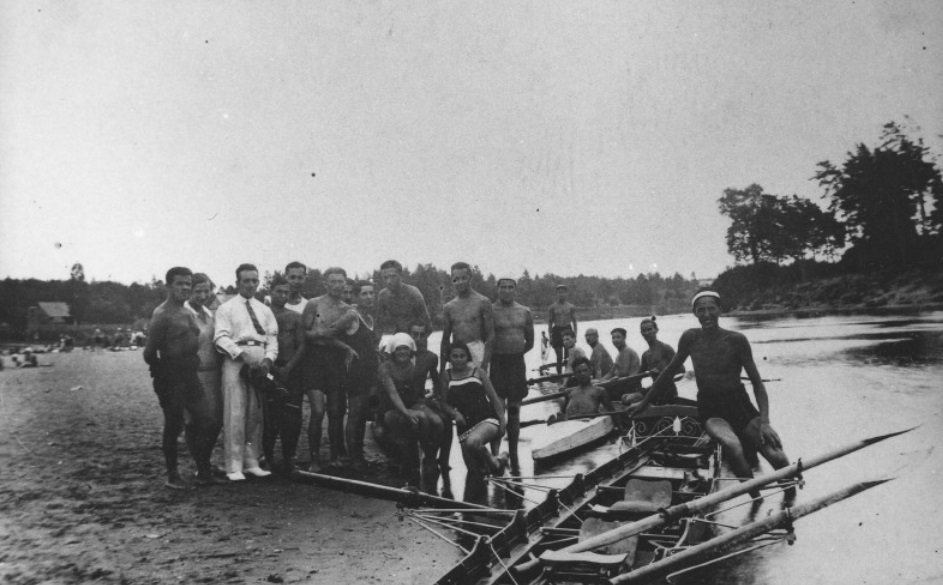
Wioślarze Makkabi nad Wilią

Sekcja Wioślarska Żydowskiego Towarzystwa Gimnastyczno-Sportowego „Makkabi” w Wilnie – wioślarska sekcja wileńskiego klubu sportowego Makkabi, zrzeszająca Żydów i działająca od 1925 roku. Sekcja ta zakończyła działalność we wrześniu 1939 roku. 

## Historia

### Okres międzywojenny
Sekcja wioślarska Makkabi Wilno powstała w roku 1925, po uzyskaniu od władz miejskich gruntu nad Wilią, na którym zbudowano przystań. Klub posiadał 50 łodzi, a przy przystani znajdował się basen pływacki. Sekcja wioślarska była w tamtym okresie największą w Makkabi Wilno. Jej członkami byli głównie żydowscy przedstawiciele klasy średniej Wilna – lekarze, prawnicy, dziennikarze i inżynierowie. 
W związku z wewnętrznymi przepisami Polskiego Związku Towarzystw Wioślarskich, stowarzyszenie określone jako żydowskie do Związku przystąpić nie mogło. Makkabi mogło kandydować do PZTW po zmianie nazwy sekcji na „nieżydowską” (tak postąpił KW 30 Kalisz, klub uznawany za asymilancki). Oportunizm taki byłby jednak sprzeczny z syjonistycznymi poglądami. W wyniku tego, zarówno wioślarze Makkabi Wilno, jak i Makkabi Kraków oraz Makabi Warszawa, do PZTW nigdy nie przystąpiły – choć dyskryminujące kluby żydowskie przepisy tego związku zostały uchylone w 1938 przez ZPZS-PKOl.

### II wojna światowa
Sekcja zakończyła działalność we wrześniu 1939 po wkroczeniu sowietów do Wilna. Po zajęciu Wilna przez Niemców w 1941, Żydzi utracili ochronę prawną. Formalne rozwiązanie stowarzyszeń żydowskich (a zatem i Makkabi Wilno) nastąpiło po włączeniu miasta do Komisariatu Rzeszy Wschód na mocy niemieckich przepisów.

## Rywalizacja sportowa
W związku z nieprzystąpieniem do PZTW, wioślarze Makkabi Wino byli pozbawieni możliwości konkurowania z innymi klubami. W okresie międzywojennym zawody wioślarskie były organizowane niemal wyłącznie w ramach PZTW. Pomimo tego, wioślarstwo w Makkabi miało charakter sportowy, a nie tylko rekreacyjny.